# Mirto Davoine
Mirto Davoine Genta (Montevideo, 1933. február 13. – 1999), uruguayi válogatott labdarúgó.
Az uruguayi válogatott tagjaként részt vett az 1954-es világbajnokságon.

## Sikerei, díjai
Peñarol
- Uruguayi bajnok (4): 1949, 1951, 1953, 1954

## Külső hivatkozások
- Mirto Davoine – a FIFA adatbázisában
- Mirto Davoine – worldfootball.net
- http://www.impo.com.uy/diariooficial/1999/12/23/avisosdeldia.pdf

1. ↑  Avisos del dia - Apertura de sucesiones - Diario oficial